# 사비아노
사비아노(이탈리아어: Saviano)는 이탈리아 캄파니아주 나폴리현에 위치한 코무네다. 나폴리로부터 북동쪽으로 25km 거리에 있다.